# Genouilly (Saona i Loara)
Genouilly – miejscowość i gmina we Francji, w regionie Burgundia-Franche-Comté, w departamencie Saona i Loara.
Według danych na rok 1990 gminę zamieszkiwały 422 osoby, a gęstość zaludnienia wynosiła 39 osób/km² (wśród 2044 gmin Burgundii Genouilly plasuje się na 512. miejscu pod względem liczby ludności, natomiast pod względem powierzchni na miejscu 875.).